# Johannes Staune-Mittet
Johannes Staune-Mittet (Lillehammer, 18 gennaio 2002) è un ciclista su strada norvegese che corre per la Decathlon AG2R La Mondiale Team. Scalatore, nel 2022 ha vinto il Ronde de l'Isard e nel 2023 il Giro del Belvedere e il Giro Next Gen; è professionista dal 2024.

## Palmarès
- 2019 (Juniores)

Campionati norvegesi, Prova a cronometro Junior
- 2021 (Jumbo-Visma Development Team, una vittoria)

3ª tappa Ronde de l'Isard (Pierrefitte-Nestalas > Bagnères-de-Bigorre)
- 2022 (Jumbo-Visma Development Team, due vittorie)

1ª tappa Ronde de l'Isard (Castelsarrasin > Saverdun)
Classifica generale Ronde de l'Isard
- 2023 (Jumbo-Visma Development Team, quattro vittorie)

Giro del Belvedere
4ª tappa Giro Next Gen (Morbegno > Passo dello Stelvio)
Classifica generale Giro Next Gen
3ª tappa Giro della Repubblica Ceca (Moravská Třebová > Červenohorské sedlo)

### Altri successi
- 2021 (Jumbo-Visma Development Team)

Classifica giovani Małopolski Wyścig Górski
Prologo Tour Alsace (Sausheim, cronosquadre)
- 2022 (Jumbo-Visma Development Team)

GP Vorarlberg
Classifica giovani Oberösterreich-Rundfahrt
Classifica giovani Giro della Repubblica Ceca
2ª tappa Ronde de l'Isard (Bagnères-de-Bigorre, cronosquadre)
Classifica giovani Ronde de l'Isard
- 2023 (Jumbo-Visma Development Team)

Classifica scalatori Giro Next Gen
Classifica combinata Giro Next Gen

## Piazzamenti

### Classiche monumento
- Milano-Sanremo

2024: 60º

### Competizioni mondiali
- Campionati del mondo

Yorkshire 2019 - Cronometro Junior: 11º
Yorkshire 2019 - In linea Junior: 66º
Zurigo 2024 - In linea Elite: 56º

### Competizioni continentali
- Campionati europei

Alkmaar 2019 - Cronometro Junior: 10º
Alkmaar 2019 - In linea Junior: ritirato
Trento 2021 - In linea Under-23: 63º